# Episodi di Will & Grace (seconda stagione)
La seconda stagione della sit-com Will & Grace è andata in onda negli Stati Uniti d'America dal 21 settembre 1999 al 23 maggio 2000 sul canale NBC.
In Italia è andata in onda a pagamento su TELE+ Bianco ed è stata replicata in chiaro dal 30 luglio al 22 agosto 2003 su Italia 1.
| nº | Titolo originale                                            | Titolo italiano                    | Prima TV USA      | Prima TV Italia |
| -- | ----------------------------------------------------------- | ---------------------------------- | ----------------- | --------------- |
| 1  | Guess Who's Coming to Dinner                                | Indovina chi non viene a cena      | 21 settembre 1999 |                 |
| 2  | Election                                                    | Elezioni                           | 28 settembre 1999 |                 |
| 3  | Das Boob                                                    | SuperGrace                         | 2 novembre 1999   |                 |
| 4  | Whose Mom Is It Anyway?                                     | Cuore di mamma                     | 9 novembre 1999   |                 |
| 5  | Polk Defeats Truman                                         | Il tracollo di Truman              | 16 novembre 1999  |                 |
| 6  | To Serve and Disinfect                                      | Karen pornostar                    | 23 novembre 1999  |                 |
| 7  | Homo for the Holidays                                       | Gay per caso                       | 25 novembre 1999  |                 |
| 8  | Terms of Employment                                         | L'avvocato del diavolo             | 30 novembre 1999  |                 |
| 9  | I Never Promised You an Olive Garden                        | Le bugie hanno le gambe corte      | 14 dicembre 1999  |                 |
| 10 | Tea and a Total Lack of Sympathy                            | Il valore dei soldi                | 11 gennaio 2000   |                 |
| 11 | Seeds of Discontent                                         | Il seme della discordia            | 25 gennaio 2000   |                 |
| 12 | He's Come Undone                                            | Will in terapia                    | 8 febbraio 2000   |                 |
| 13 | Oh Dad, Poor Dad, He's Kept Me in the Closet and I'm So Sad | Padri e figli                      | 15 febbraio 2000  |                 |
| 14 | Acting Out                                                  | Il bacio                           | 22 febbraio 2000  |                 |
| 15 | Advise and Resent                                           | Chi fa da sé...                    | 29 febbraio 2000  |                 |
| 16 | Hey La, Hey La, My Ex-Boyfriend's Back                      | Il ritorno di fiamma               | 14 marzo 2000     |                 |
| 17 | The Hospital Show                                           | Anche Karen ha un cuore            | 28 marzo 2000     |                 |
| 18 | Sweet and Sour Charity                                      | Fate la carità                     | 4 aprile 2000     |                 |
| 19 | An Affair to Forget                                         | Qualcosa da dimenticare            | 18 aprile 2000    |                 |
| 20 | Girls, Interrupted                                          | Ragazze a metà                     | 2 maggio 2000     |                 |
| 21 | There But for the Grace of Grace                            | Il professor Dudley                | 9 maggio 2000     |                 |
| 22 | My Best Friend's Tush                                       | Il sedere del mio migliore amico   | 16 maggio 2000    |                 |
| 23 | Ben? Her?                                                   | Lui, lei e l'altro (prima parte)   | 23 maggio 2000    |                 |
| 24 | Ben? Her?                                                   | Lui, lei e l'altro (seconda parte) | 23 maggio 2000    |                 |

## Indovina chi non viene a cena
- Titolo originale: Guess Who's Coming to Dinner
- Diretto da: James Burrows
- Scritto da: David Kohan e Max Mutchnick

### Trama
Grace si trasferisce definitivamente nell'appartamento di fronte a quello di Will, il 9A. Dopo essere stata richiamata da Will perché di fatto fa ancora ogni cosa da lui, lei decide di dimostrargli che può organizzare una cena senza il suo aiuto. Grace allora invita Rob, Ellen e Karen (ma non Will) per una serata che sarà disastrosa. Nel frattempo Jack (dopo essersi sposato con Rosario nell'ultimo episodio della scorsa stagione) si trasferisce nell'appartamento di Rosario a casa di Karen e aiuta Will a prepararsi per uscire con un nuovo ragazzo, Richard.
- Altri interpreti: Tom Gallop (Rob), Leigh-Allyn Baker (Ellen), Shelley Morrison (Rosario Salazar), Keith Biele (Richard).

## Elezioni
- Titolo originale: Election
- Diretto da: James Burrows
- Scritto da: Adam Barr

### Trama
Grace, nel tentativo di accendere un fuoco nel caminetto del suo nuovo appartamento, scopre che tutti i caminetti del palazzo non funzionano, a parte quello di Will che, essendo amministratore di condominio, è riuscito a farselo sistemare. Infuriata decide di candidarsi come amministratrice, riuscendo a vincere, senza rendesi conto dell'onere che questo comporta. Nel frattempo Karen ha fatto scappare Guapo, il pappagallo di Jack, e per farsi perdonare lo riempie di regali.
- Altri interpreti: Shelley Morrison (Rosario Salazar), Shirley Prestia (Sig.ra. Pressman), Lou Cutell (Sig. Pressman), Ralph Drischell (Sig. Munitz), Marjorie Lovett (Sig.ra. Glasser), Marshall Manesh (Sig. Zamir), Lynn A. Handerson (Infermiera), Alan March (Alan).

## SuperGrace
- Titolo originale: Das Boob
- Diretto da: James Burrows
- Scritto da: Jhoni Marchinko

### Trama
Grace appare in un articolo per un suo lavoro, ma nella foto sembra che lei abbia un seno spropositato (cosa che nella realtà non è). Una sua vecchia fiamma del liceo la chiama invitandola ad una mostra e i suoi amici le fanno notare che il motivo dell'invito non è certo per il lavoro ben fatto. Karen la porta quindi a comprarsi un reggiseno imbottito ad acqua, mentre Will e Jack litigano per un ragazzo.
- Altri interpreti: Scott Patterson[1] (John Gregorio), Anthony De Santis (Walter).

## Cuore di mamma
- Titolo originale: Whose Mom is it Anyway
- Diretto da: James Burrows
- Scritto da: Alex Herschlag

### Trama
Grace crede che sua madre stia venendo in città per presentarle un ragazzo, che in realtà si rivelerà essere per Will. Jack e Rosario devono dimostrare di essere sposati rispondendo a delle domande personali sull'altro, ma Jack scopre che l'esaminatore è Roger, un ragazzo gay con cui ha avuto delle avventure in discoteca. Questo metterà in pericolo il loro matrimonio.
- Guest star: Debbie Reynolds (Bobbie Adler).
- Altri interpreti: Shelley Morrison (Rosario Salazer), Andy Comeau (Andy), Peter Paige (Roger).

## Il tracollo di Truman
- Titolo originale: Polk Defeats Truman
- Diretto da: James Burrows
- Scritto da: Jeff Greenstein

### Trama
Gli affari di Harlin, il migliore cliente di Will, cominciano ad ingrandirsi e Will si monta la testa cominciando a rinunciare a molti dei suoi clienti per avere maggior tempo da dedicare ad Harlin. Inaspettatamente, Harlin licenzia Will perché vuole assumere avvocati più importanti, lasciando di fatto Will senza lavoro. Grace cerca ad insegnare a Karen a vivere con un budget più limitato, con scarsi successi.
- Altri interpreti: Gary Grubbs (Harlin Polk), Elaine Bromka (cliente).

## Karen pornostar
- Titolo originale: To Serve and Disinfect
- Diretto da: James Burrows
- Scritto da: Katie Palmer

### Trama
Will è senza un lavoro e decide di aiutare Jack come cameriere per un servizio di catering, ma l'evento a cui deve lavorare è un convegno di avvocati. Grace scopre che Karen ha girato un film hard molti anni prima e Karen, per l'imbarazzo, decide di licenziarsi.
- Altri interpreti: Terry Kiser (Carl), Brian Palermo (Brian), Kim Robillard (Brent). Alex Boling (Stuart), Brian Jacobs (Cameriere n° 5).

## Gay per caso
- Titolo originale: Homo for the Holidays
- Diretto da: James Burrows
- Scritto da: Alex Herschlag

### Trama
Will invita la madre di Jack per la festa del ringraziamento senza sapere che lei non sa di avere un figlio omosessuale. Will e Grace convincono Jack a rivelarlo alla madre che reagisce molto bene alla notizia, ma rivela a Jack che l'uomo che pensava essere suo padre in realtà non lo è.
- Altri interpreti: Veronica Cartwright (Judith McFarland).

## L'avvocato del diavolo
- Titolo originale: Terms of Employment
- Diretto da: James Burrows
- Scritto da: David Kohan e Max Mutchnick

### Trama
Grace decide di fare causa a un suo cliente perché, dopo averle fatto acquistare una sedia molto costosa, la licenzia. Chiede a Will di aiutarlo senza sapere che l'uomo è un prestigioso avvocato che, pur di non darla vinta a Grace, offre a Will un lavoro. Jack è stato scelto per girare uno spot e, in mancanza di un'attrice, Karen si presta a recitare con lui.
- Guest star: Gregory Hines (Ben Doucette).
- Altri interpreti: Robert Clendenin (Bob), Aaron Lustig (Marv), Dan Sachoff (Annunciatore), Jo Marie Paton (Sig.ra Freeman).

## Le bugie hanno le gambe corte
- Titolo originale: I Never Promised You An Olive Garden
- Diretto da: James Burrows
- Scritto da: Jon Kinnally e Tracy Poust

### Trama
Will e Grace, annoiati dalle serate con Rob ed Ellen, decidono di farsi dei nuovi amici più avventurosi. Karen deve andare a parlare con il preside della scuola di Mason, suo figliastro, e Jack la accompagna, finendo per fare amicizia con un giovane studente di nome John, che gli ricorda molto lui quando era piccolo.
- Altri interpreti: Tom Gallop (Rob), Leigh-Allyn Baker (Ellen), Tamlyn Tomita (Naomi), Steve Valentine (Kai), J.T. Larsen (John), Penn Badgley (Ragazzo n°1), Julius Ritter (Ragazzo n°2), Amy Crofoot (Segretaria).

## Il valore dei soldi
- Titolo originale: Tea and a Total Lack of Sympathy
- Diretto da: James Burrows
- Scritto da: Jon Kinnally e Tracy Poust

### Trama
Will riceve da Ben Doucette un ultimatum: se non procura un cliente di grosso calibro entro pochi giorni, verrà licenziato. Will cercherà quindi di convincere Karen a spostarsi presso il suo studio legale. Jack e Grace decidono di partecipare alle riprese del programma TV "Antichità in viaggio" ma sono talmente entusiasti che finiscono per rovinare tutto.
- Guest star: Gregory Hines (Ben Doucette).
- Altri interpreti: Harry Van Gorkum (Porcellana Paul), David St. James (Smitty), Connie Sawyer (Signora anziana), Lauren Tuerk (donna), Tony Genaro (uomo), Jo Marie Payton (Sig.ra Freeman).

## Il seme della discordia
- Titolo originale: Seeds od Discontent
- Diretto da: James Burrows
- Scritto da: Jhoni Marchinko

### Trama
Claire, la migliore amica di Will al liceo, torna in città per incontrarlo e conoscere Grace. In realtà il vero obiettivo del suo ritorno è chiedere a Will di donare il suo sperma. Jack e Karen supportano i protagonisti nelle vicissitudini.
- Altri interpreti: Megyn Price (Claire), Laura Kightlinger (Infermiera).

## Will in terapia
- Titolo originale: He's come undone
- Diretto da: James Burrows
- Scritto da: Adam Barr

### Trama
Will continua a sognare di fare sesso con Grace e decide di andare in terapia; il medico coinvolgerà anche Grace. Jack cerca di migliorare le condizioni di lavoro di Rosario obbligando Karen a trattarla con maggior rispetto.
- Altri interpreti: Shelley Morrison (Rosario Salazar), Markus Flanagan (Dott. Loranger).

## Padri e figli
- Titolo originale: Oh Dad, Poor Dad, He's Kept Me in the Closet and I'm So Sad
- Diretto da: James Burrows
- Scritto da: Katie Palmer

### Trama
Il padre di Will arriva in città per ricevere un premio, ma non vuole che Will partecipi all'evento. Will e Grace ci vanno ugualmente pensando di fargli una sorpresa, ma scoprono che il padre di Will non ha detto a nessuno di avere un figlio omosessuale. Karen aiuta Jack a trovare il suo vero padre, ma gli rimedia un incontro con un uomo gay che non ha mai avuto rapporti con una donna.
- Guest star: Sydney Pollack (George Truman).
- Altri interpreti: Mark Ankeny (Ted), Mimi Cozzens (BJ), Joe Ochman (Chuck), Perry King (John Marshall).

## Il bacio
- Titolo originale: Acting out
- Diretto da: James Burrows
- Scritto da: David Kohan e Max Mutchnick

### Trama
Secondo la programmazione in una sit-com si vedrà per la prima volta in televisione un bacio fra due gay, ma al momento del bacio la telecamere si sposta cambiando inquadratura. Jack è sconvolto e convince Will ad aiutarlo per protestare. Karen convince Grace a mollare il suo ragazzo, Josh.
- Guest star: Al Roker (se steso).
- Altri interpreti: Corey Parker (Josh), Jess Blumenkrantz (Craig), Mary Pat Gleason (Sally), Amy Crofoot (receptionist), Joe Marie Payton (Sig.ra Freeman).

## Chi fa da sé...
- Titolo originale: Advise and Resent
- Diretto da: James Burrows
- Scritto da: Jon Kinnally e Tracy Poust

### Trama
Will va ad un incontro al buio organizzato da Ben, ma non va come sperato e Jack lo aiuta a capire perché. Karen insegna a Grace un modo per ottenere quello che vuole da Josh.
- Guest star: Gregory Hines (Ben Doucette).
- Altri interpreti: Corey Parker (Josh), Michael E. Rodgers (Charlie), Brian Gattas (Cameriere), Kathleen Archer (Donna delle consegne), Jo Marie Payton (Sig.ra Freeman).

## Il ritorno di fiamma
- Titolo originale: Hey La, Hey La, My Ex-Boyfriend's Back
- Diretto da: James Burrows
- Scritto da: Jeff Greenstein

### Trama
Micheal, l'ex ragazzo di Will con cui era stato insieme 7 anni, cambia casa e chiede a Grace di arredargliela. Per sbaglio Will lo incontra e pensa che Michael provi ancora qualcosa per lui. Su consiglio di Jack decide di andare a dirgli che anche i suoi sentimenti non sono del tutto svaniti. Karen ottiene da Grace la possibilità di scegliere una sedia dell'appartamento di Michael.
- Altri interpreti: Chris Potter (Michael), Christian Zimmerman (Andrew).

## Anche Karen ha un cuore
- Titolo originale: The Hospital Show
- Diretto da: James Burrows
- Scritto da: Adam Barr

### Trama
Stan viene ricoverato per un'angina e Karen scopre che Will, Grace, Jack e Rosario stanno scommettendo su chi di loro verrà scelto da Karen per farsi consolare. Karen decide allora di vendicarsi chiedendo ad ognuno di fare qualcosa che odiano nella speranza che dopo si affiderà a loro.
- Altri interpreti: Shelley Morrison (Rosario Salazar), Dan Bucatinsky (Neil), Jennifer Elise Cox (Infermiera Pittman), Reggie Hayes (Dott. Osher), Lynsdey Fields (Infermiera n°1), Jennie Fahn (Infermiera n°2).

## Fate la carità
- Titolo originale: Sweet and Sour Charity
- Diretto da: James Burrows
- Scritto da: Dvid Kohan e Max Mutchnick

### Trama
Will riesce a vincere due biglietti per un concerto di Joni Mitchell. Grace lo convince che non si sono meritati davvero questo privilegio e che dovrebbero fare della beneficenza. Vengono così assegnati allo spettacolo dei bambini del quartiere. Jack convince Karen a dare ai poveri alcuni pezzi del suo immenso guardaroba.
- Altri interpreti: Shelley Morrison (Rosario Salazar), Debra Mooney (Suor Robert), Mary Pat Gleason (Sally), Daryl Sabara (Bambino broccolo), Megan Taylor Harvey (Carota), Ryan Tyler Collier (Bambino), Athena Kihara (bambina), Richard Wharton (Gerald).

## Qualcosa da dimenticare
- Titolo originale: An Affair to Forget
- Diretto da: James Burrows
- Scritto da: Ales Herschlag e Laura Kightlinger

### Trama
Rob ed Ellen comunicano a Will e Grace che sono in procinto di sposarsi, ma, mentre Will accetta di essere testimone di Rob, Grace inizialmente rifiuta di fare da damigella d'onore a Ellen perché è andata a letto con Rob. Durante l'addio al celibato, Jack pensa di aver "contratto l'eterosessualità" perché ha avuto un'erezione a causa di una spogliarellista, per poi scoprire, con sollievo, che è un travestito.
- Altri interpreti: Tom Gallop (Rob), Leigh-Allyn Baker (Ellen), Steve Paymer (Steve), Gretchen German (Tasha), Jim Ortlieb (Ira), Jennifer Manley (Poly), Michele Gregory (Annette).

## Ragazze a metà
- Titolo originale: Girls, Interrupted
- Diretto da: James Burrows
- Scritto da: Jon Kinnally, Tracy Poust e Jhoni Marchinko

### Trama
Grace e Val sembrano aver superato le loro divergenze e cominciano a diventare amiche, ma Grace sospetta che Val le abbia rubato il carillon regalatole da suo padre il giorno del suo Bar mitzvah. Jack e Karen vanno ad un incontro dell'associazione "Bentornato Uomo", che si professa di riportare gli omosessuali all'eterosessualità.
- Guest star: Molly Shannon (Val), Neil Patrick Harris (Bill).
- Altri interpreti: Marianne Muellerleile (Jodie), Loren Freeman (Kevin).

## Il professore Dudley
- Titolo originale: There But for the Grace of Grace
- Diretto da: James Burrows
- Scritto da: Michelle Bochner

### Trama
Appena scoprono che il loro vecchio professore di letteratura è andato in pensione, Will e Grace decidono di andare a trovarlo. Karen chiede a Jack di insegnarle a cucinare, ma Ben si intromette e dimostra di essere migliore di Jack in ogni cosa.
- Guest star: Gregory Hines (Ben Doucette), Orson Bean (Joseph Dudley), Piper Laurie (Sharon).

## Il sedere del mio migliore amico
- Titolo originale: My Best Friend's Tush
- Diretto da: James Burrows
- Scritto da: Ellen Idelson e Rob Lotterstein

### Trama
Grace deve avere un colloquio con un cliente importante, ma scopre che Helena Barnes (un'importante arredatrice di fama mondiale) compete con lei per lo stesso lavoro. Karen, che la conosce, rivela a Grace un segreto su Helena. Jack vuole produrre una serie di cuscini "scalda-sedere" e con Will cerca dei finanziatori.
- Guest star: Joan Collins (Helena Barnes).
- Altri interpreti: Doug Ballard (Robert Lilienfield), Ken Lerner (Bob), Rod Britt (Larry), Martin Morales (impiegato).

## Lui, lei e l'altro (prima e seconda parte)
- Titolo originale: Ben? Her?
- Diretto da: James Burrows
- Scritto da: David Kohan e Max Mutchnick

### Trama
Grace scopre che Ben non è la persona negativa che pensava e, dopo una cena a casa di Will, va a letto con lui. Comincia quindi a tradire Josh e a trovarsi spesso con Ben. Jack scopre che Rosario ha una relazione con il giardiniere e vuole sposarlo. Temendo di perdere tutto l'agio a cui era abituato con Karen decide di farle causa e si trasferisce a casa di Will dove manda a monte la sua relazione con il suo ragazzo. Will esasperato dalla situazione decide di partire all'improvviso per i Caraibi.
- Guest star: Gregory Hines (Ben Doucette).
- Altri interpreti: Shelley Morrison (Rosario Salazar), Corey Parker (Josh), Marshall Manesh (Sig. Zamir), Richard Gross (Frank), Gordon Owens (domestico), Michael Edward Thomas (domestico caraibico), Pablo Cartaya (Fernando), Jo Marie Payton (Sig.ra Freeman).